# Jocoque

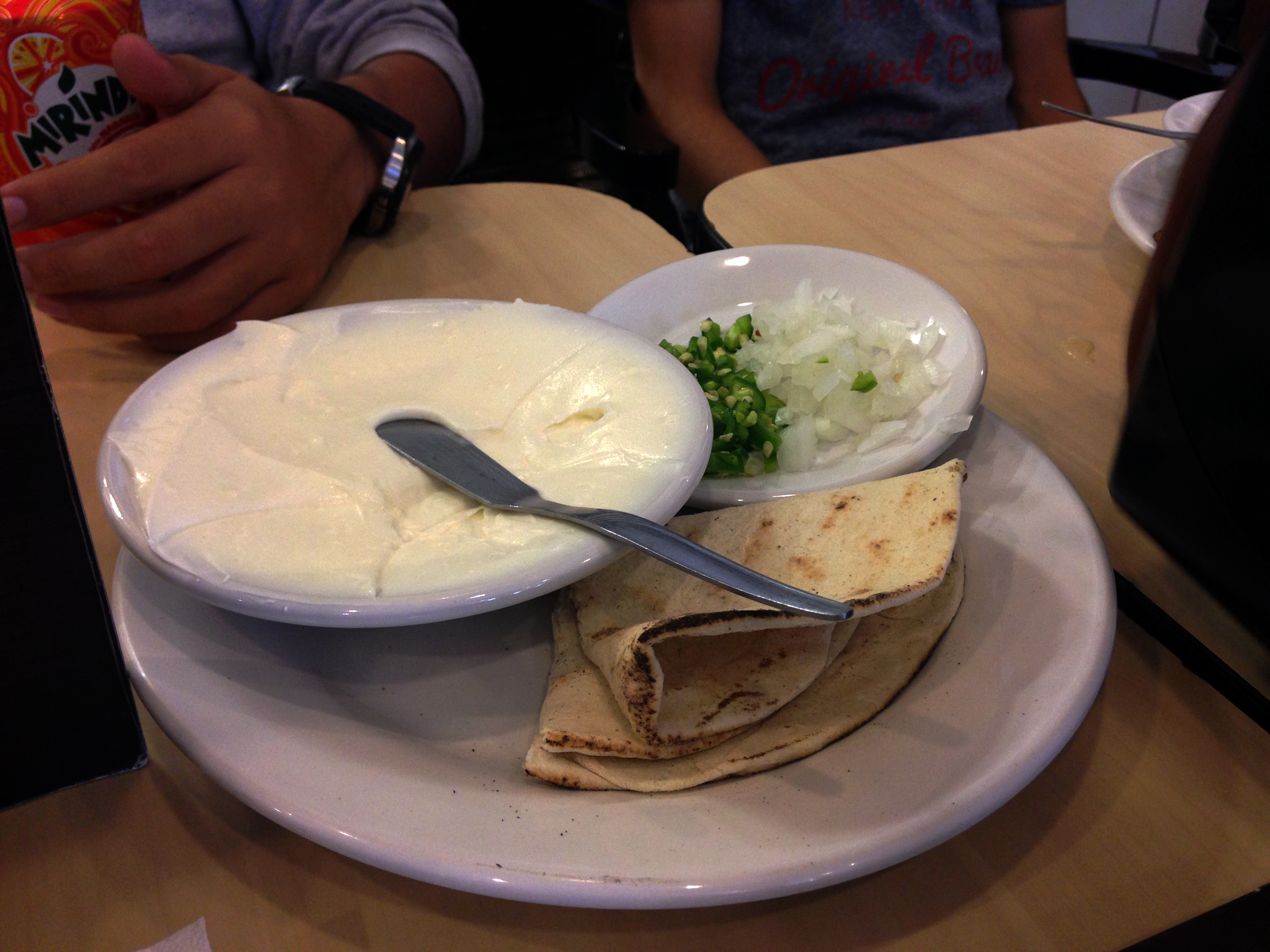
Jocoque para acompañar tacos árabes.

El jocoque o crema refinada es un producto lácteo cuya base es leche refinada de vaca, muy habitual en la gastronomía mexicana. 

## Elaboración
En su forma más artesanal, se obtiene dejando la leche en un recipiente de barro cerca de una fuente de calor, ya sea chimenea, estufa o fogón, por lo cual toma una consistencia diferente, ya que sufre espontáneamente un tipo de cuajado. Sin embargo, actualmente su producción implica la utilización de leche pasteurizada a la cual se inocula con una mezcla de fermentos lácticos, los cuales al producir ácido láctico provocarán el cuajado de la leche, aplicándose un desuerado mediante filtración para aumentar su consistencia.
El jocoque puede ser condimentado con especias como el tomillo o la menta. En algunas ciudades se elabora y mezcla con otros ingredientes, como chiles, cebolla, zanahoria, pepino, etc.

## Características
Su apariencia es de color blanco y algunos autores lo ubican como un tipo de queso fresco. Su consistencia es parecida al queso crema o al requesón mexicano, con un sabor ácido, avinagrado o cítrico. La variedad de jocoque seco o deshidratado en años recientes ha tenido mucho auge, ya que se usa como una botana al acompañarse con pan árabe, tostadas o totopos de maíz. El 'jocoque seco' es similar al labneh de origen árabe. El labneh se describe como una especie de queso de yogur de color blanco elaborado con leche de oveja, de vaca y ocasionalmente de cabra, muy típico de las cocinas del Medio Oriente. Tiene una consistencia entre el yogur y el queso, y a veces (depende del país) puede tener una textura pastosa. Con el motivo de preservarlo durante más tiempo, se puede dejar secar en forma de bolas de tres a cuatro centímetros de diámetro y sumergirse en una conserva con abundante aceite de oliva.